# 卢赫河 (克利亚济马河支流)

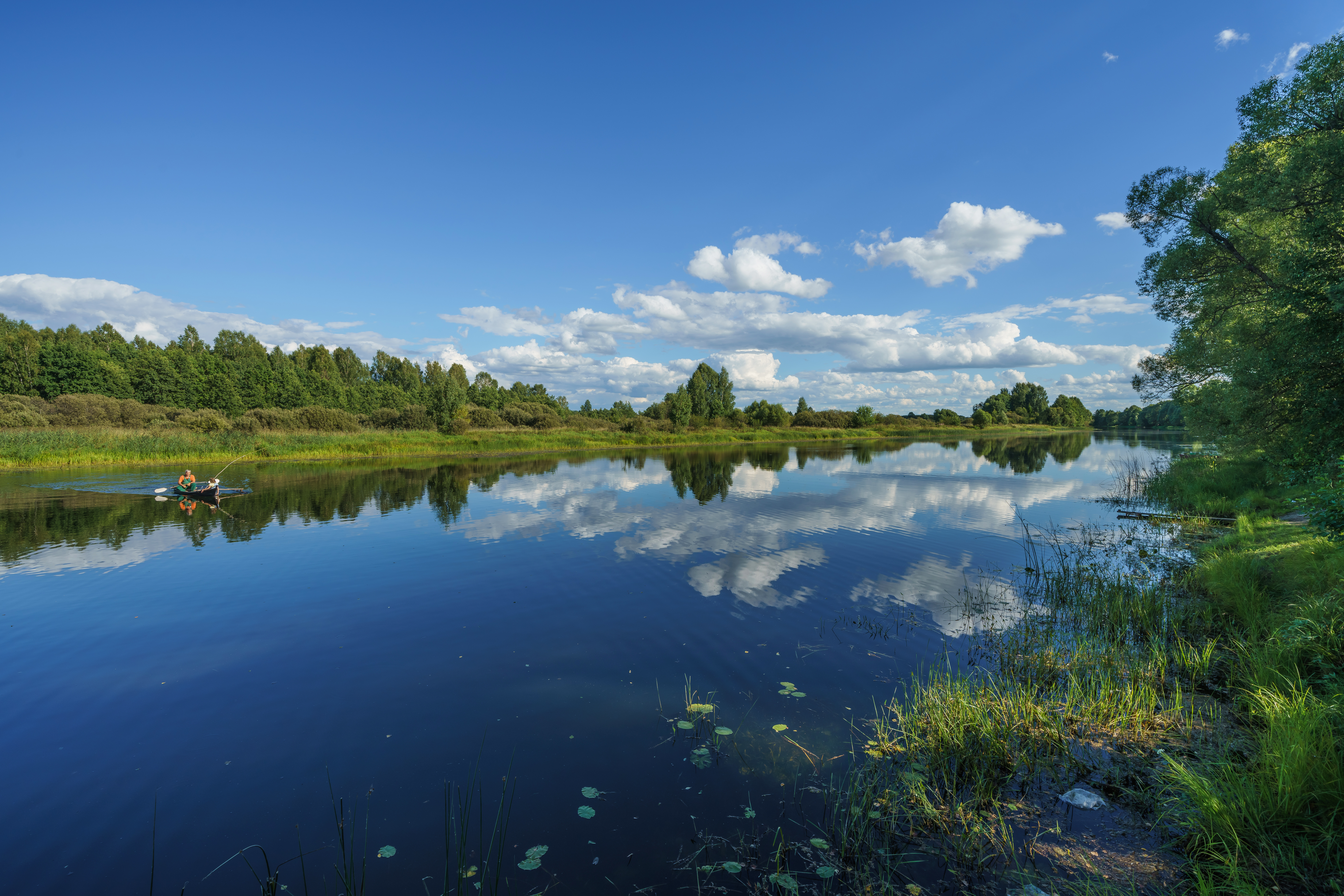

盧赫河是俄羅斯的河流，位於伊萬諾沃州、下諾夫哥羅德州和弗拉基米爾州內，屬於克利亞濟馬河的左支流，河道全長240公里，流域面積4,450平方公里，在每年11月下旬開始結冰，直至翌年4月。